# Ammoniumsulfat-Fällung
Die Ammoniumsulfat-Fällung ist eine biochemische Methode zur Fällung von Proteinen aus einer Lösung mit Hilfe von Ammoniumsulfat. Aufgrund der geringen Kosten ist sie die meistverwendete Methode zur Anreicherung von Proteinen in größerem Maßstab.

## Prinzip
Die Fällung von Proteinen mit Ammoniumsulfat wurde bereits 1888 in der Hofmeister-Reihe beschrieben. Sie eignet sich aufgrund der geringen Kosten als erster Aufreinigungsschritt im Zuge einer Proteinreinigung, um Proteine von anderen Biomolekülen zu trennen. Proteinlösungen sollten vor der Fällung eine Konzentration von über 1 mg/ml aufweisen.
Ammoniumsulfat ist ein Kosmotrop, das in hohen Konzentrationen Proteine über eine Dehydratisierung und den hydrophoben Effekt ausfällt, weshalb diese Fällung eine Aussalzung von Proteinen aus einer Lösung darstellt. Ammoniumsulfat besitzt bei 20 °C in Wasser eine Löslichkeit von 761 g pro Liter Wasser, bei 0 °C eine Löslichkeit von 706 g pro Liter Wasser. Da das Ammoniumsulfat das Volumen vergrößert, liegt die Löslichkeit des Ammoniumsulfats bei 20 °C insgesamt bei 533 g/L. Aufgrund der hohen Löslichkeit des Ammoniumsulfats können mit steigender Konzentration alle Proteine in einer Lösung ausgefällt werden. Dabei werden die Proteine nicht denaturiert. Zudem ist selbst die Dichte einer gesättigten Ammoniumsulfatlösung geringer als die der Proteine, wodurch sie sich immer als Niederschlag absetzen und abzentrifugiert werden können. Die Konzentration an Ammoniumsulfat, bei der ein Protein ausfällt, wird meistens relativ zur Löslichkeit von Ammoniumsulfat angegeben, d. h., 50 % der Löslichkeit entspricht bei 20 °C einer Konzentration von 267 g/L. Die Konzentration von Ammoniumsulfat wird meistens mit einem Refraktometer bestimmt. Durch Erstellung eines Graphen mit der Auftragung des Logarithmus der experimentell bestimmten Löslichkeit über dem Prozentanteil der Ammoniumsulfatsättigung kann eine Löslichkeitskurve erzeugt werden.
Das Ammoniumsulfat wird meistens schrittweise in fester, fein zerriebener Form zugegeben und die jeweils ausgefällten Proteine isoliert (fraktionierte Fällung), die Zugabe kann aber auch in einem Schritt erfolgen. Die hinzuzufügende Masse an Ammoniumsulfat muss bei jedem Schritt neu berechnet werden, da sich das Volumen der Lösung ändert. Alternativ kann die hinzuzufügende Masse auch an einem Nomogramm abgelesen werden. Nach dem Lösungsvorgang wird die jeweils entstehende ausgefällte Proteinfraktion durch Zentrifugation und Lösen des Niederschlags in einem Puffer oder durch Zentrifugation, Dialyse und Lyophilisieren konzentriert und entsalzt.
Alternative Fällungen sind die PEG-Fällung, die TCA-Fällung (denaturierend), die Ethanolfällung (denaturierend) und die Hitzefällung (denaturierend). Alternative nicht-denaturierende Verfahren sind meistens Chromatographie-basiert.